# Miguel Ángel Bustillo
Pour les articles homonymes, voir Bustillo.
Miguel Ángel Bustillo, né le 9 septembre 1946 à Saragosse (Aragon, Espagne) et mort le 3 septembre 2016 à Reus (province de Tarragone, Espagne), est un footballeur international espagnol qui jouait au poste d'attaquant.

## Biographie
Au cours de sa carrière, Miguel Ángel Bustillo joue avec le Real Saragosse, le FC Barcelone et le CD Málaga. Il débute en première division le 5 mars 1967 avec Saragosse face au FC Barcelone (défaite 2 à 1).
Bustillo est recruté par le FC Barcelone en 1969. Il reste au Barça jusqu'en 1972. Il inscrit deux buts en 1969 lors d'un Clásico face au Real Madrid (1re journée de championnat, score de 3 à 3), match au cours duquel il est gravement blessé à la 57e minute (fracture du genou) à la suite d'un choc avec Pedro de Felipe. 
Il remporte la Coupe d'Espagne en 1971.
En 1972, il est recruté par le CD Málaga. Il met un terme à sa carrière en 1977.

### Équipe nationale
Miguel Ángel Bustillo joue cinq fois en équipe d'Espagne lorsqu'il joue au Real Saragosse. Il débute face à la Suède en 1968. En 1969, il joue face à la Suisse, la Yougoslavie, le Mexique et la Finlande. Il inscrit deux buts avec la sélection espagnole.

## Palmarès
Avec le FC Barcelone :
- Vainqueur de la Coupe d'Espagne en 1971